# Hironori Ōtsuka
Pour les articles homonymes, voir Otsuka.
Ne doit pas être confondu avec Hironori Ōtsuka II.

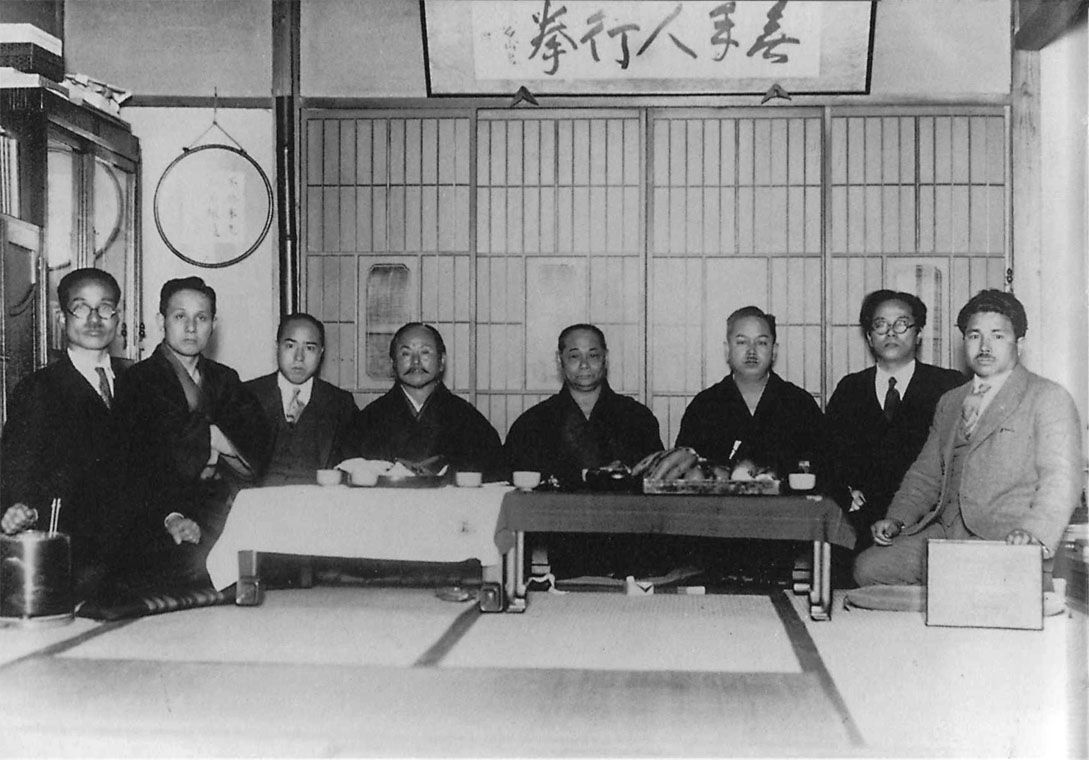
Les maîtres du karaté à Tokyo (années 1930).
(En partant de la gauche :) Kanken Tōyama, Hironori Ohtsuka, Takeshi Shimoda, Gichin Funakoshi, Chōki Motobu, Kenwa Mabuni, Genwa Nakasone et Shinken Taira.

Sensei Hironori Ōtsuka (大塚博紀, Ōtsuka Hironori, 1892-1982), Meijin, né à Shimodate, dans la préfecture d'Ibaraki, au Japon, est le fondateur du style Wado-ryu  de Karate-do dans les années 1930.

## Biographie
Hironori Otsuka (ou "Ohtsuka") naît le 1er juin 1892 à Shimodaté-City dans la préfecture d'Ibaragi. Dès son plus jeune âge, il aborde l'étude du Ju-Jitsu sous la direction de son oncle Chojiro Ebashi, et de son père, le docteur Tokujiro Otsuka. Par la suite, il devint le disciple de Tatsusaburo Nakayama, le troisième grand maître de l'école Shindō Yōshin-Ryū de Ju-Jitsu (créée en 1864 par Matsuoka Katsunosuke). L'enseignement de la  Shindō Yōshin-Ryū repose sur le principe de l'harmonie des mouvements  du corps avec les mouvements de la nature. L'école enseigne également certaines techniques de percussions désignées sous l'appellation de Jujutsu Kenpo. En 1912 et 1917, Otsuka effectue des études de commerce à l'université de Waseda. Il étudie aussi la médecine traditionnelle japonaise. En 1917, il entre à la banque Kawazaki et il semble que, dès cette époque, il envisage de consacrer sa vie aux arts martiaux. En 1921, Nakayama lui décerne le certificat de maîtrise générale (menkyo-kaiden) de la Shindō Yōshin-Ryū et le désigne comme successeur officiel et quatrième grand maître de l'école. En 1922, il rencontre Gichin Funakoshi, fondateur du Shōtōkan  Karate-do, à Tokyo. Sous sa direction, il progresse rapidement dans ce nouvel art et devient son assistant trois ans plus tard. Fort de ses connaissances en ju-jutsu et en médecine traditionnelle, Otsuka commence à modifier les techniques qui lui sont transmises. Dans le cadre de ses recherches, il côtoie le maître japonais Yasuhiro Konishi (fondateur du Karaté Shindo Shizen-Ryu et expert de Kendō) et les maîtres okinawaiens Kenwa Mabuni (fondateur du Shito-Ryu) et Choki Motobu. Il met au point une série d'exercices inspirés du ju-jutsu, du kendo et du karaté Motobu, qu'il nomme Yaku-soku-Kumité (séquences pré-arrangées d'attaques et de défenses qui se pratiquent à deux).
En 1934, la rupture avec Funakoshi est effective. Le 1er avril 1934, Otsuka fonde son propre dojo à Tokyo, "Dai Nippon Karate Shinkō Club".

## Propagation du wado-ryu
Jusque dans les années 1960, le karaté-do Wado-Ryu (ainsi que les arts martiaux en général), était resté sur les petites îles du Japon. Il était à peine connu en dehors de l'Orient. Cela allait bientôt changer. Maître Hironori Ōtsuka, dont les premiers étudiants furent : M. Mochizuki, T. Kono, T. Suzuki, A. Yamashita et Y. Toyama, leur confia, en 1963, la mission de transmettre et de divulguer le Wado-Ryu en Europe.

## Principaux élèves
Maître Ōtsuka aurait eu sept élèves direct, son Jikideshi étant maître Tatsuo Suzuki (1928-2011).

## Citations de maître Ōtsuka
« ...un jour, quelque part après la cinquantaine, tu reconnaîtras ce qu’est réellement le Karaté.  »
« L'action violente peut être comprise comme la voie des arts martiaux, mais la véritable signification des arts martiaux est de chercher et d'atteindre la voie de la paix et de l'harmonie.  »